# Spilosoma obsoletilinea
Spilosoma obsoletilinea là một loài bướm đêm thuộc phân họ Arctiinae, họ Erebidae.